# Công giáo tại México

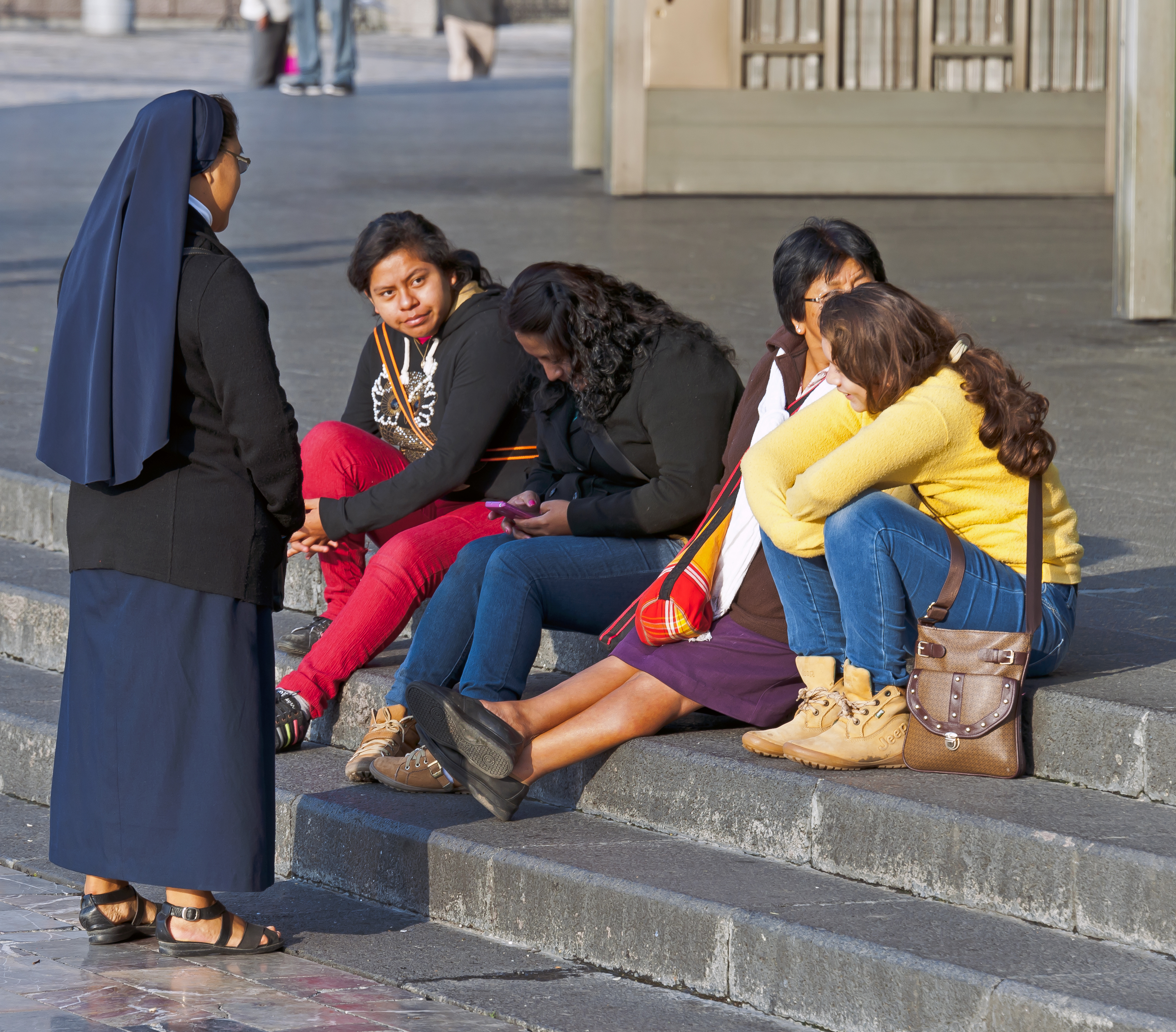
Một nữ tu đang truyền đạo cho thanh niên người bản xứ ở Guadulupe

Công giáo tại Mexico (Giáo hội Công giáo Mễ Tây Cơ hay Nhà thờ Công giáo ở Mexico) là một phần của Giáo hội Công giáo hoàn vũ được đặt dưới sự lãnh đạo tinh thần của Giáo hoàng, Giáo triều ở Rome và Hội đồng Giám mục Quốc gia Mexico (Conferencia del Episcopado Mexicano). Theo điều tra dân số Mexico, Công giáo La Mã là tôn giáo thống trị ở Mexico với 77,7% dân số thực hành các nghi thức đạo Công giáo vào năm 2020. Một cuộc khảo sát của Statistica cho thấy con số này có thể thấp hơn, số liệu cho thấy người Công giáo chỉ có thể chiếm 72% dân số cả nước. Lịch sử của Giáo hội Công giáo ở Mexico bắt đầu từ thời kỳ Tây Ban Nha chinh phục Đế chế Aztec (1519–1521) và nó đã tiếp tục như một thiết chế ở Mexico cho đến thế kỷ XXI. Vào cuối thế kỷ XX, các khu vực pháp lý của Công giáo Đông phương cũng được thành lập ở Mexico. Ở nhiều nơi trên đất nước Mexico, Cơ đốc giáo Công giáo được dung hợp rất nhiều với các tín ngưỡng địa phương, phong tục dân gian và văn minh Aztec, văn minh Maya, và các tôn giáo bản địa khác ở thời kỳ tiền Columbo.

## Lịch sử
Lịch sử của Giáo hội Công giáo ở Mexico bắt đầu từ thời kỳ chinh phục của người Tây Ban Nha (1519–21) và tiếp tục là một thể chế ở Mexico cho đến thế kỷ XXI. Công giáo là một trong nhiều di sản lớn từ thời thuộc địa Tây Ban Nha, những di sản khác bao gồm tiếng Tây Ban Nha là ngôn ngữ quốc gia, Bộ luật Dân sự và kiến trúc thuộc địa Tây Ban Nha. Nhà thờ Công giáo là một tổ chức đặc quyền cho đến giữa thế kỷ XIX. Đây là Giáo hội được phép hoạt động duy nhất trong thời kỳ thuộc địa và vào thời kỳ đầu của Cộng hòa Mexico, sau khi giành được độc lập vào năm 1821. Sau khi giành được độc lập, Giáo hội Công giáo còn trực tiếp tham gia, can dự vào chính trị, kể cả cả đến những vấn đề không liên quan trực tiếp đến Giáo hội.

### Cuộc truyền đạo

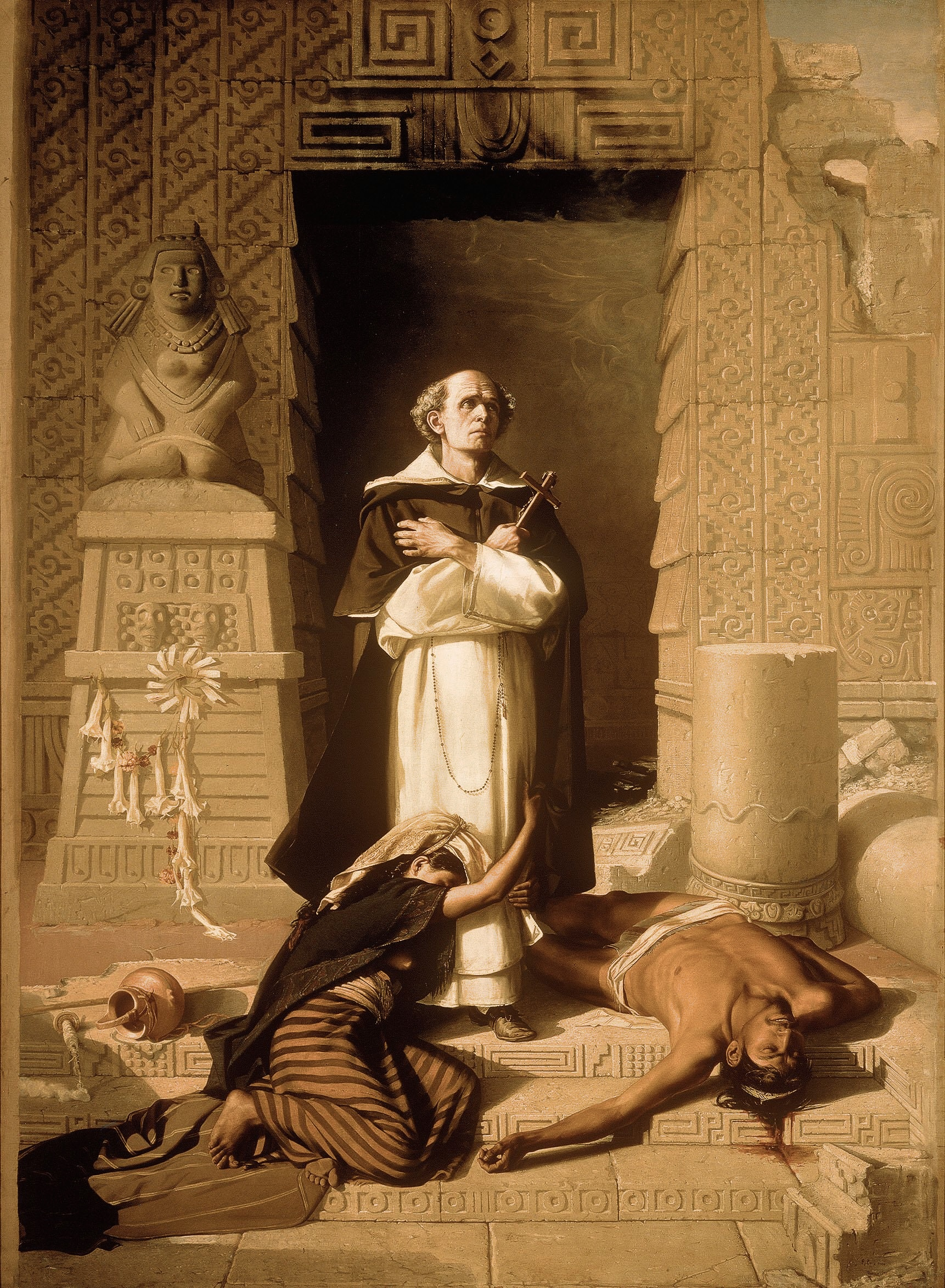
Tranh vẽ về cảnh truyền đạo cho người da đỏ tại Mễ Tây Cơ thế kỷ XVI

Lịch sử Công giáo ở Mexico bắt đầu từ thời kỳ chinh phục đẫm máu của người Tây Ban Nha vào thế kỷ XVI. Trong cuộc chinh phục xứ Mễ Tây Cơ, người Tây Ban Nha theo đuổi chính sách kép gồm chinh phạt bằng quân sự, đưa người dân bản địa và lãnh thổ nằm dưới sự kiểm soát của Tây Ban Nha và chinh phục tinh thần, tức là cải đạo người da đỏ bản địa cải đạo sang Cơ đốc giáo (người ta thường gọi là "Thập tự và đại bác"). Khi người Tây Ban Nha bắt tay vào cuộc thám hiểm và chinh phục Mexico thì một linh mục Công giáo, Gerónimo de Aguilar cũng đã đồng hành cùng chuyến thám hiểm của Hernán Cortés để truyền đạo ở những vùng mới khám phá.
Ban đầu khi chứng kiến tập tục của người bản địa thì người Tây Ban Nha kinh hoàng trước nghi thức hiến tế người và ban đầu cố gắng ngăn chặn những nghi lễ kiểu này, nhưng cho đến khi Cuộc chinh phục đế chế Aztec của người Tây Ban Nha hoàn tất thì việc hiến tế vẫn diễn ra. Những người cai trị đồng minh của Cortés từ thành bang Tlaxcala đã cải sang Cơ đốc giáo gần như ngay lập tức và có một bức tranh mô tả về Cortés, Malinche và các lãnh chúa của Tlaxcala cho thấy sự kiện này. Nhưng phải đến khi thủ phủ Tenochtitlan của Aztec sụp đổ vào năm 1521 thì người dân bản địa mới thực hiện một cuộc cải đạo ồ ạt sang Cơ Đốc giáo.
Lý do biện minh cho các cuộc chinh phạt ở nước ngoài của người Tây Ban Nha (và Bồ Đào Nha) là để cải đạo dân cư sở tại sang Cơ đốc giáo. Giáo hoàng đã cấp cho quốc vương Tây Ban Nha (và Bồ Đào Nha) những nhượng bộ được gọi là Patronato Real hoặc Quyền bảo trợ của Hoàng gia, trao cho quốc vương quyền bổ nhiệm các ứng cử viên cho các chức vụ cao trong giáo hội, thu một phần mười lợi tức và ủng hộ các tăng lữ, nhưng không nhường quyền trong các vấn đề giáo lý hay giáo điều. Điều này về cơ bản đã khiến Phó vương Tây Ban Nha có quyền lực cao nhất của Giáo hội và chính quyền ở các lãnh thổ hải ngoại.
Trong thời kỳ đầu chinh phục Mexico, các thể chế chính thức của Giáo hội và chính quyền cai trị chưa được thiết lập. Nhưng để bắt đầu cuộc chinh phục về mặt trận tâm linh mặc dù hệ thống phân cấp giám mục (giáo sĩ giáo phận) vẫn chưa được thiết lập, nhưng Cortés đã yêu cầu các dòng khất sĩ Phanxicô, Dòng Đa Minh, và Người Augustin được gửi đến Tân Tây Ban Nha, để cải đạo người bản xứ. Mười hai tông đồ của Mexico như họ được biết đến là những tu sĩ dòng Phanxicô đầu tiên đến năm 1524, tiếp theo là dòng Đa Minh năm 1526, và dòng Augustinô năm 1533. Ở miền Trung Mexico thời tiền Tây Ban Nha, đã có một truyền thống lâu đời về các thành bang bị chinh phục đã du nhập thêm các vị thần của những kẻ chinh phục họ vào đền thờ của họ và việc chuyển đổi sang Cơ đốc giáo dường như cũng tương tự. Nói chung, người da đỏ bản địa không bài xích việc cải sang Cơ đốc giáo. Các thầy tư tế của người bản địa đã bị đuổi đi và các ngôi đền biến thành nhà thờ Thiên chúa giáo. Mục tiêu cũng được nhắm đến là những thanh niên chưa lớn lên với niềm tin ngoại giáo. Ở Tlaxcala, một số người cải đạo trẻ tuổi đã bị sát hại và sau đó được tôn vinh là những người tử vì đạo.
Sự xuất hiện của Mười hai vị tông đồ của Mexico đã khởi xướng cái được gọi là Cuộc thu phục tinh thần của Mexico. Các tu sĩ dòng Phanxicô đặc biệt giỏi trong việc tạo ra các tư liệu để họ có thể truyền giáo bằng ngôn ngữ bản địa, ngôn ngữ này ở miền Trung Mexico là Nahuatl, ngôn ngữ của người Aztec và các nhóm khác. Fray Andrés de Olmos đã hoàn thành một cuốn cẩm nang hướng dẫn để dạy những người anh em Nahuatl. Fray Alonso de Molina đã biên soạn một cuốn từ điển song ngữ bằng tiếng Nahuatl (Mexicana) và tiếng Tây Ban Nha (Castellano) để hỗ trợ các anh em giảng dạy và thuyết giảng. Ông cũng tạo ra một cuốn sổ tay xưng tội song ngữ, để các anh em có thể nghe xưng tội bằng tiếng Nahuatl.
Một trong những thách thức lớn đối với việc cải đạo là trong việc tạo ra những từ và cụm từ gợi lên điều thiêng liêng mà không khiến người bản địa nhầm lẫn về Cơ đốc giáo với niềm tin cũ của họ. Vì lý do đó, toàn bộ một loạt từ từ tiếng Tây Ban Nha và một số từ tiếng Latinh đã được kết hợp dưới dạng từ mượn trong tiếng Nahuatl để biểu thị Chúa (Dios) thay vì chúa (teotl) và những từ khác để biểu thị các khái niệm mới, chẳng hạn như một di chúc và di chúc cuối cùng (testamento) và linh hồn (ánima). Các tu sĩ đã thành lập 120 bệnh viện trong một trăm năm đầu tiên của thời kỳ thuộc địa, một số chỉ phục vụ người Tây Ban Nha nhưng một số khác dành riêng cho người bản địa. Những bệnh viện dành cho người da đỏ này đặc biệt quan trọng vì dịch bệnh đã làm vô số người da đỏ bị bệnh và giết chết sau cuộc chinh phục.
Trong cộng đồng Nahua ở Tula thì phụ nữ không chỉ tham gia mà còn giữ chức vụ tôn giáo công khai. Đàn ông và phụ nữ da đỏ bản địa đã bị loại khỏi quyền tài phán của Tòa án dị giáo khi những Tòa án được thiết lập, nhưng vẫn có những lo ngại về tín ngưỡng và thực hành thờ cúng của người bản địa. Năm 1629, Hernando Riz de Alarcón đã viết Chuyên luận về những điều mê tín của người ngoại đạo mà ngày nay sống giữa những người da đỏ bản địa ở Tân Tây Ban Nha này. Người ta biết rất ít về bản thân Ruiz de Alarcón nhưng công việc của ông là một đóng góp quan trọng cho Mexico thời kỳ đầu để hiểu về tôn giáo, tín ngưỡng và y học của người Nahua. Ông đã thu thập thông tin về những người da đỏ Nahua ở Guerrero ngày nay. Ông cũng đã gây sự chú ý của Toà án dị giáo vì đã tiến hành autos-de-fe và trừng phạt người da đỏ mà không có thẩm quyền. Văn phòng Tòa thánh đã miễn tội cho ông vì sự thiếu hiểu biết và sau đó bổ nhiệm ông vào vị trí thông điệp viên cho Văn phòng Tòa thánh về các thực hành ngoại giáo làm chất liệu cho cuốn Chuyên luận về mê tín ngoại đạo (Treatise on the Heathen Superstitions).

### Thời cận-hiện đại

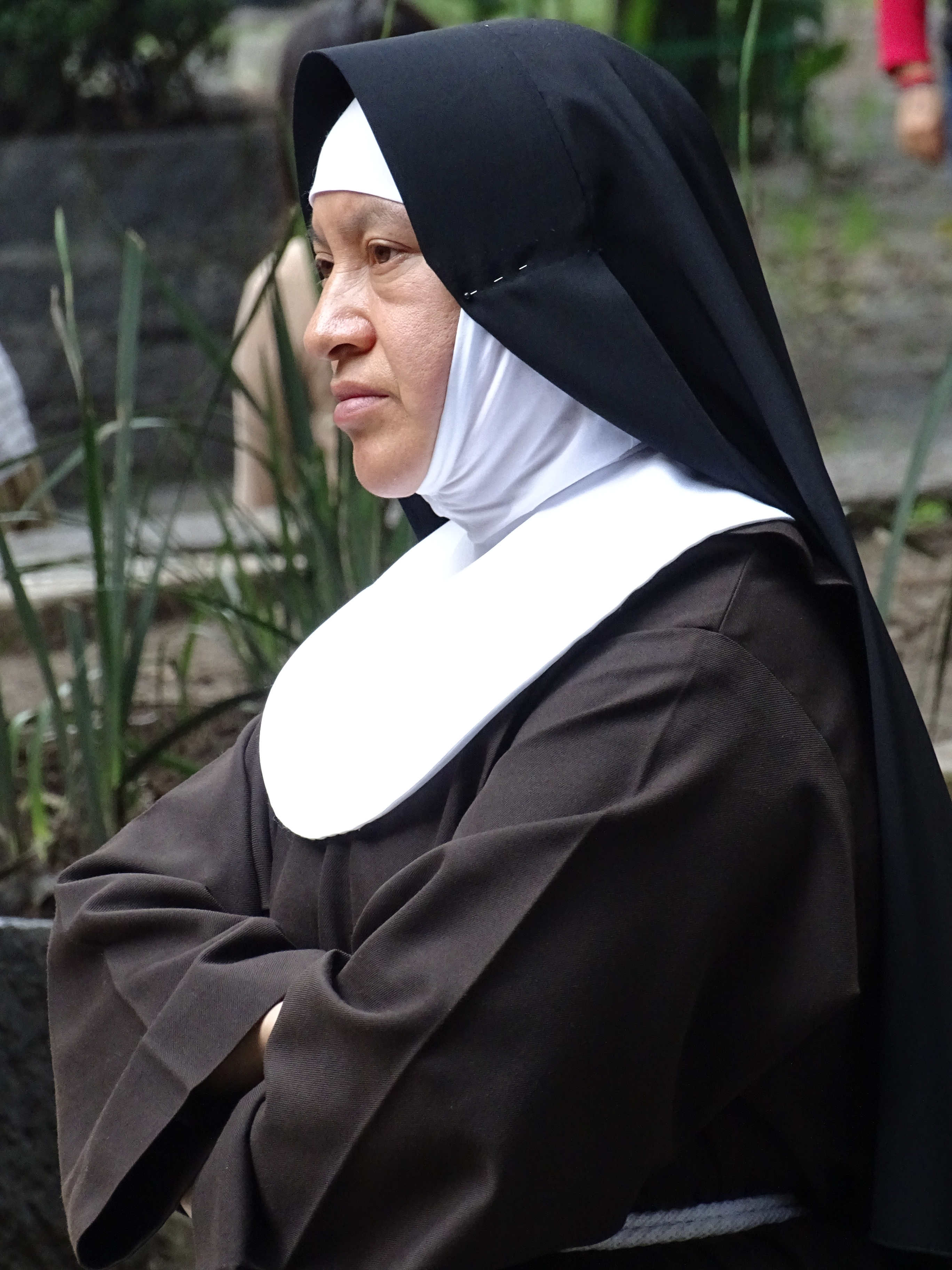
Một nữ tu Công giáo ở Plaza Santa Catarina - Coyoacan - Mexico City

Vào giữa thế kỷ XIX, Cuộc cải cách tự do đã mang lại những thay đổi lớn trong quan hệ giữa nhà thờ và nhà nước. Những người theo chủ nghĩa tự do ở Mexico đang nắm quyền đã thách thức vai trò của Giáo hội Công giáo, đặc biệt là phản ứng trước việc Giáo hội này tham gia và can dự vào nền chính trị. Những cải cách sau đó đã hạn chế ảnh hưởng của Giáo hội trong lĩnh vực giáo dục, quyền sở hữu tài sản và kiểm soát hồ sơ khai sinh, kết hôn và khai tử, với các luật chống lại giáo sĩ. Nhiều trong số này đã được đưa vào Hiến pháp năm 1857, hạn chế quyền sở hữu tài sản của công ty và các hạn chế khác của Giáo hội. Mặc dù có một số giáo sĩ cấp tiến ủng hộ cải cách, chẳng hạn như José María Luis Mora, Giáo hội dần dần bị coi là bảo thủ và phản cách mạng.
Trong cuộc Chiến tranh Cải cách đẫm máu, Giáo hội là đồng minh của các lực lượng bảo thủ cố gắng lật đổ chính phủ tự do và liên hệ với nỗ lực giành lại quyền lực của phe bảo thủ nhờ sự can thiệp của Pháp, khi Maximilian của Habsburg được mời làm hoàng đế của Mexico. Đế chế sụp đổ và những người bảo thủ bị mất uy tín, cùng với đó Giáo hội Công giáo. Tuy nhiên, trong nhiệm kỳ tổng thống lâu dài của Porfirio Díaz (1876–1911) vốn là vị tướng theo chủ nghĩa tự do đã theo đuổi chính sách hòa giải với Giáo hội Công giáo, mặc dù ông bảo lưu các điều khoản chống lại đặc quyền của giáo sĩ khi hiến pháp tự do có hiệu lực, nhưng trên thực tế, ông đã cho phép Giáo hội Công giáo tự do lộng hành nhiều hơn. Với việc Díaz bị lật đổ vào năm 1911 và cuộc xung đột kéo dài một thập kỷ của Cách mạng Mexico, phe Lập hiến chiến thắng do Venustiano Carranza lãnh đạo đã viết lại Hiến pháp mới năm 1917 củng cố các biện pháp chống giáo quyền trong Hiến pháp tự do năm 1857.
Với nhiệm kỳ tổng thống của vị tướng cách mạng Plutarco Elías Calles (1924–28) ở miền Bắc, việc Nhà nước thực thi các điều khoản chống giáo quyền của Hiến pháp năm 1917 đã gây ra một cuộc khủng hoảng lớn kèm theo bạo lực ở một số vùng của Mexico. Cuộc nổi dậy Cristero (1926–29) đã được giải quyết với sự hỗ trợ ngoại giao của Đại sứ Hoa Kỳ tại Mexico để chấm dứt bạo lực. Một sự thay đổi lớn diễn ra vào năm 1992, với nhiệm kỳ tổng thống của Carlos Salinas de Gortari (1988–1994). Trong một chương trình cải cách sâu rộng nhằm "hiện đại hóa Mexico" mà ông đã vạch ra trong bài diễn văn nhậm chức năm 1988, chính phủ của ông đã thúc đẩy việc sửa đổi Hiến pháp Mexico, bao gồm rõ ràng một khuôn khổ pháp lý mới khôi phục tư cách pháp nhân của Giáo hội Công giáo. Phần lớn người Mexico trong thế kỷ 21 tự nhận mình là người Công giáo, nhưng sự phát triển của các nhóm tôn giáo khác như Tin lành truyền đạo, Mormon, cũng như chủ nghĩa thế tục phù hợp với xu hướng ở những nơi khác ở Mỹ Latinh.
Trong những năm gần đây, một số trường hợp lạm dụng tình dục trẻ vị thành niên do các linh mục ấu dâm đã được đưa ra ánh sáng. Trường hợp nổi tiếng nhất là trường hợp của Marcial Maciel người sáng lập phái Lê dương của Chúa (Legion of Christ). Cha Maciel bị buộc tội lạm dụng hàng chục cậu bé trong khoảng thời gian 50 năm, mặc dù ông chưa bao giờ bị kết tội và luôn khẳng định mình vô tội, nhưng cả Legion of Christ và Giáo hội Công giáo đều xin lỗi về hành động của ông và sự che đậy sau khi ông chết. Vào tháng 12 năm 2019, Legion thừa nhận rằng 33 linh mục đã lạm dụng tình dục ít nhất 175 trẻ em từ 11–16 tuổi từ năm 1941 đến năm 2019. Sáu mươi trường hợp liên quan đến Maciel và tổng số đó không bao gồm 90 học sinh bị lạm dụng dưới tay của 54 chủng sinh. Hồng y Norberto Rivera Carrera bị áp lực phải nghỉ hưu vào năm 2007 sau khi bị buộc tội che đậy những vụ lạm dụng tình dục. Vào năm 2012, Cha Manuel Ramírez García bị buộc tội lạm dụng mười ba đứa trẻ ở San Pedro Garza García, Nuevo Leon còn cha Carlos López Valdez ở Tlalpan, Thành phố Mexico đã bị kết án 60 năm tù vào năm 2018 vì lạm dụng một cậu bé, cha Luis Esteban Zavala Rodríguez của Giáo phận Irapuato bị kết tội cưỡng hiếp một bé gái 12 tuổi vào năm 2019 và nhận 65 năm tù.
Cuộc điều tra dân số do INEGI thực hiện vào năm 2020 cho thấy 97,8 triệu người Mexico (chiếm 77,7%) trong tổng dân số 126 triệu người được xác định là người Công giáo. Điều này thể hiện sự gia tăng so với năm 2010 khi 84 triệu người (82,7%) là người Công giáo, đây là một "sự sụt giảm nghiêm trọng" về tỷ lệ phần trăm theo một phát ngôn viên của Giáo hội. Các giáo đoàn Tin lành và phái Tin lành đã tăng 7,5% trong thập kỷ qua và còn có 10,2 triệu người (8,1%) không có tôn giáo, tăng gấp đôi so với mười năm trước. Tuần báo Công giáo Desde la Fe đã viết ra quan điểm trong một bài xã luận: "El bien generalmente no es noticia, el mal, siempre es magnificado. La Iglesia ha tenido un desgaste moral ante la sociedad, por el mal ejemplo de algunos. Es tiempo de conversión hacia el interior" (tạm dịch: "Điều tốt thường không phải là tin tức, điều ác luôn được phóng đại. Giáo hội Công giáo đã bị xói mòn đạo đức trước xã hội, do gương xấu của một số người. Đã đến lúc phải hoán cải nội tâm.").

## Khảo cứu
- Blancarte, Roberto. Historia de la Iglesia Católico en México. Mexico: Fondo de Cultura Económico / El Colegio de Méxiquense 1992.
- Cuevas, Mariano, S.J. Historia de la Iglesia de México. 5 vols. 1921–28.
- Mecham, J. Lloyd. Church and State in Latin America (revised edition). Chapel Hill: University of North Carolina Press 1966.
- Schmitt, Karl. The Roman Catholic Church in Modern Latin America. New York 1972.
- Bazant, Jan. Alienation of Church Wealth in Mexico: Social and Economic Aspects of the Liberal Revolution, 1856–1875. Cambridge: Cambridge University Press 1971.
- Callcott, Wilfred Hardy. Church and State in Mexico, 1822–1857. Durham: Duke University Press 1926.
- Ceballos Ramírez, Manuel. "La Encíclica Rerum Novarum y los Trabajadores Católicos en la Ciudad de México, 1891–1913." Historia Mexicana 33:1 (July–September 1983).
- Costeloe, Michael P. Church and State in Independent Mexico: A Study of the Patronage Debate, 1821–1857. London: Royal Historical Society 1978.
- Mijanos y González, Pablo. The Lawyer of the Church: Bishop Clemente de Jesús Munguía and the Clerical Response to the Mexican Liberal Reforma. Lincoln: University of Nebraska Press 2015.
- Schmitt, Karl M. " Catholic Adjustment to the Secular State: The Case of Mexico, 1867–1911." Catholic Historical ReviewXLVIII No. 2 (July 1962) 182–204.
- Scholes, Walter V. "Church and state in the Mexican Constitutional Convention, 1856-57." The Americas IV No. 2. (Oct. 1947), pp. 151–74.
- Bailey, David C. Viva Cristo Rey!: The Cristero Rebellion and Church-State Conflict in Mexico.  Austin: University of Texas Press 1974.
- Bantjes, Adrian. "Idolatry and Iconoclasm in Revolutionary Mexico: The Dechristianization Campaigns, 1929–1940." Mexican Studies/Estudios Mexicanos 13:1 (winter 1997), pp. 87–120.
- Blancarte, Roberto. "Recent Changes in Church-State Relations in Mexico: An Historical Approach," Journal of Church & State, autumn 1993, Vol 35. Issue 4.
- Butler, Matthew. "Keeping the Faith in Revolutionary Mexico: Clerical and Lay Resistance to Religious Persecution, East Michoacán, 1926–1929." The Americas 59:1 July 2002, 9-32.
- Camp, Roderic Ai. Crossing Swords: Politics and Religion in Mexico. New York: Oxford University Press 1997.
- Ceballos Ramírez, Manuel. El Catolicismo Social: Un Tercero en Discordia, Rerum Novarum, la 'Cuestión Social,' y la Movilización de los Católicos Mexicanos (1891–1911). Mexico: El Colegio de México 1991.
- Chand, Vikram K. Mexico's Political Awakening. Notre Dame: University of Notre Dame Press 2001.
- Ellis, L. Elthan. "Dwight Morrow and the Church-State Controversy in Mexico." Hispanic American Historical Review Vol 38, 4 (Nov. 1958), 482–505.
- Espinosa, David. Jesuit Student Groups, the Universidad Iberoamericana, and Political Resistance in Mexico, 1913–1979. Albuquerque: University of New Mexico Press 2014.
- Jrade, Ramón, "Inquiries into the Cristero Insurrection Against the Mexican Revolution." Latin American Research Review 20:2 (1985.
- Mabry, Donald J. Mexico's Acción Nacional: A Catholic Alternative to Revolution. Syracuse: Syracuse University Press 1973.
- Meyer, Jean. La Cristiada. 3 vols. Mexico City: Siglo XXI (1985).
- Meyer, Jean. The Cristero Rebellion: Mexican People Between Church and State. Cambridge: Cambridge University Press 1976.
- Muro, Victor Gabriel. Iglesia y movimientos sociales en México, 1972–1987. Mexico: Colegio de Michoacán 1994.
- Muro, Victor Gabriel. "Catholic Church: Mexico" in Encyclopedia of Mexico, vol. 1. Chicago: Fitzroy Dearborn 1997, 219–222.
- Purnell, Jennie. "The Cristero Rebellion" in Encyclopedia of Mexico. vol. 1. Chicago: Fitzroy Dearborn 1997, 374–377.
- Purnell, Jennie. Popular Movements and State Formation in Revolutionary Mexico: The Agraristas and Cristeros of Michoacán. Durham: Duke University Press 1999.
- Quirk, Robert E. The Mexican Revolution and the Catholic Church, 1910–1929. Bloomington: Indiana University Press 1973.
- Rice, Elizabeth Ann. The Diplomatic Relations Between the United States and Mexico as Affected by the Struggle for Religious Liberty in Mexico, 1925-29. Washington DC 1959.
- Sherman, John W. "Liberation Theology" in Encyclopedia of Mexico, vol. 1, 742–45. Chicago: Fitzroy Dearborn 1997.
- Vargas, Jorge A. "Freedom of Religion and Public Worship in Mexico: A Legal Commentary on the 1992 Federal Act on Religious Matters," BYU Law Review Volume 421 (1998), Issue 2, article 6.
- Wright-Rios, Edward. Revolutions in Mexican Catholicism: Reform and Revolution in Oaxaca, 1887–1934. Durham: Duke University Press 2009.